# Sepedon dispersa
Sepedon dispersa är en tvåvingeart som beskrevs av Verbeke 1950. Sepedon dispersa ingår i släktet Sepedon och familjen kärrflugor. Inga underarter finns listade i Catalogue of Life.